# Draba hitchcockii
Draba hitchcockii är en korsblommig växtart som beskrevs av Reed Clark Rollins. Draba hitchcockii ingår i släktet drabor, och familjen korsblommiga växter. Inga underarter finns listade i Catalogue of Life.